# Cryptocarya griffithiana
Cryptocarya griffithiana är en lagerväxtart som beskrevs av Robert Wight. Cryptocarya griffithiana ingår i släktet Cryptocarya och familjen lagerväxter. Utöver nominatformen finns också underarten C. g. crassinervia.